# Isla Ash (Oregón)
Isla Ash es el nombre de una isla deshabitada de 137 acres (0,55 km²) en el río Willamette en el río Willamette, en el condado de Yamhill, en el estado de Oregón, al noroeste de Estados Unidos, cerca de Dundee. La isla es accesible por bote durante todo el año. Un ferry privado lleva a los trabajadores agrícolas a la isla desde el condado de Marion, en el otro lado del río.
La mayor parte de Ash está cubierta de arena y campos, en las orillas y extremo sur, hay bosques. La elevación de la isla oscila en torno a 50 pies (15 m) en la costa, al punto más alto de la isla, un "pico" de alrededor de 80 pies (24 m). Hay una presa de madera situada en el extremo sur del canal en el lado izquierdo de la isla.